# Radeland (Baruth/Mark)
Radeland ist ein Ortsteil der Stadt Baruth/Mark im Landkreis Teltow-Fläming in Brandenburg, Deutschland.

## Geographie
Das Rundlingsdorf Radeland liegt rund 40 Kilometer von der Südgrenze der Stadt Berlin und rund drei Kilometer nordöstlich vom benachbarten Baruth entfernt im Niederungsgebiet des Baruther Urstromtals. Weitere Nachbarorte und ebenfalls Ortsteile von Baruth sind (im Uhrzeigersinn, von Osten beginnend) Dornswalde, Glashütte, Klasdorf und Klein Ziescht. Radeland liegt an der in Ost-West-Richtung verlaufenden Kreisstraße K7225. Im Süden der Gemarkung entwässert der Baruther Buschgraben das Niederungsgebiet, das vorwiegend landwirtschaftlich genutzt wird. Der nördliche Teil ist bewaldet; dort ist die Radeländer Heide, an die sich nach Osten hin die Dornswalder Heide anschließt. Der Ort besteht aus dem Dorf selbst, dem Wohnplatz Forsthaus Brand, sowie seit 1928 dem im Wald gelegenen Wohnplatz Radelandsiedlung.

## Geschichte und Etymologie

### 13. bis 16. Jahrhundert
Der Ort sorbischen Ursprungs wurde 1422 erstmals als Im dorffe Rodelandt urkundlich erwähnt. Fischer weist darauf hin, dass sich der Name von gerodetem Land ableiten lässt. Der Name änderte sich im Jahr 1465 in Rodelandt. Der Rundling gehörte von vor 1422 bis 1872 zur Standesherrschaft Baruth, die das Dorf „mit allem Recht“ besaßen. Im Jahr 1474 war der Richter verpflichtet, Abgaben in Höhe von 45 Groschen (gr) für ein Lehnpferd zu bezahlen. Acht weitere Einwohner bezahlten je vier Scheffel Korn und 32 1⁄2 gr, zwei Einwohner zahlten jeder vier Scheffel Korn und 31 1⁄2 gr, während der Kossät keine Abgaben leistete. Im Jahr 1529 wurden bei einer Visitation in Rodeland acht Hufner und ein Gärtner gezählt.
Deutlich detaillierter Angaben finden sich erst im Jahr 1542 in der Türkensteuerveranlagung für alle Orte von 1542. Sie führt insbesondere für die Herrschaft Baruth spezifizierte Angaben über Haus, Hof, Garten und Hufenbesitz wie auch über den Viehbestand. Demzufolge besaß in Radelandth der Richter ein Haus mit Hof, sechs Hufen, eine Windmühle, vier Pferde, vier Ochse, vier Kühe, ein Stirichen, eine Sau, ein Schwein, sechs Schafe und zahlte 112 1⁄2 Rheinische Gulden (fl) Abgaben. Ein Bewohner besaß ein Haus mit Garten, eine Kuh und zahlte 8 fl. Der Müller besaß ein Haus mit Hof, bewirtschaftete eine Hufe, hatte zwei Pferde, vier Ochsen, drei Kühe, ein jähriges Kalb, sechs Schafe, eine Sau, drei Ferkel und zahlte 40 1⁄2 fl. Ein Bewohner mit Haus und Hof hatte eine Hufe, drei Pferde, sechs Ochse, drei Kühe, zwei jährige Kälber, eine Sau, drei Schweine, neun Schafe und zahlte 44 fl. Ein weiterer Bewohner hatte ebenfalls ein Haus mit Hof und eine Hofe, dazu drei Pferde, drei Ochsen, vier Kühe, sechs Schafe, ein jähriges Kalb, eine Sau mit fünf Ferkeln und Abgaben in Höhe von 52 1⁄2 fl. Ein weiterer Bewohner mit Haus, Hof und einer Hufe besaß vier Zugpferde, drei Ochsen, vier Kühe, neun Schafe, zwei Schweine und Abgaben in Höhe von 42 1⁄2 fl. Ein Bewohner besaß ein Haus mit Hof, eine Hufe, vier Zugpferde, vier Zugochsen, vier Kühe, ein jähriges Kalb, sechs Schafe, eine Sau mit acht Jungen und zahlte 43 fl. Ein Bewohner mit Haus und Hof sowie einer Hufe besaß drei Pferde, vier Ochsen, vier Kühe, vier Ferkel und zahlte 39 fl. Ein weiterer Bewohner mit Haus und Hof sowie einer Hufe besaß vier Zugpferde, vier Ochse, sechs Kühe, zwei Stirichen, zwei Kälber und zahlte 39 fl. Ein weiterer Bewohner mit Haus und Hof besaß zwei Zugochsen, sechs Kühe, ein jähriges Kalb, sechs Schafe und zahlte 13 fl. Ein Bewohner mit Haus und Hof sowie einer Hufe besaß vier Pferde, vier Ochsen, drei Kühe, sieben Schafe, ein jähriges Kalb, eine Sau mit vier Jungen und leistete Abgaben in Höhe von 52 1⁄2 fl. Ein Bewohner mit Haus und Hof sowie einer Hufe besaß je vier Pferde und Ochsen, drei Kühe, sechs Schafe, eine Sau mit fünf Jungen und zahlte 40 fl sowie ein letzter genannter Bewohner, ebenfalls mit Haus, Hof und einer Hufe besaß drei Pferde, drei Ochsen, vier Kühe, zwei alte und zwei junge Schafe, fünf Schweine und musste Abgaben von 40 1⁄2 fl zahlen. Die Gemarkung war insgesamt 16 Hufen groß.
Das Landessteuerregister für die Herrschaft Baruth aus dem Jahr 1551 gab einen weiteren Einblick in die Dorfstruktur. Es zählte 13 Veranlagte, von denen jeder ein Gut besaß. Der Richter war verpflichtet, 40 Schock zu leisten, die weiteren Bewohner zahlten einmal 14 Schock, einmal 13 Schock, viermal 12 Schock, einmal 11 Schock, einmal 10 1⁄2 Schock, zweimal 10 Schock, einmal 5 Schock sowie einmal 3 1⁄2 Schock. Bei einer weiteren Visitation im Jahr 1575 wurde Radeland lediglich festgehalten, dass im Ort elf Hufner lebten. Der Pfarrer erhielt von jedem Hufner ein Scheffel, zusammen elf Scheffel Korn, so auch 1617. Im Jahr 1593/1594 leisten die elf Veranlagten einmal 2 fl 3 gr (der Dorfschulze), die übrigen zehn Veranlagten 1 fl 12 gr 5 Pfennig (d).

### 17. Jahrhundert
Eine weitere Visitation im Jahr 1617 ergab erneut elf Hufner. Radeland wurde, wie viele andere Orte auch, im Dreißigjährigen Krieg schwer verwüstet. Zwar wies das Steuer Register des gräflichen Solmsischen Ampts Baruth aus dem Jahr 1672 elf Bauerngüter auf, jedoch waren nur vier besetzt, eines abgebrannt und sieben lagen noch wüst, ebenso zwei der drei Gärten. Drei Jahre später wurde von einem besetzten Dorfschulzengut berichtet, mittlerweile lagen aber acht weitere Güter wüst, ebenso die bereits erwähnten zwei Gärten. Im Jahr 1685 gab es den Dorfschulzen, vier Anspänner sowie einen Kossäten, der „ganz neu anbauen“ muss.

### 18. Jahrhundert
Erst im 18. Jahrhundert hatte sich der Ort ein wenig erholt: Die Matrikel des Kurkreises von 1718 wies für Radeland mittlerweile wieder fünf Hufner sowie zwei Kossäten oder Gärtner aus. Sie brachten auf acht Hufen 20 Scheffel Aussaat aus. Im Jahr 1722 gab es (wieder?) eine Windmühle; im Dorf wurden sechs Feuerstätten (=Haushalte) betrieben. Aus dem Jahr 1754 wurden in einem Hufenverzeichnis lediglich 22 Hufen genannt, von denen im Jahr 1764 insgesamt 14 2⁄3 als „reguliert“, d. h. in ihren Abgaben ermäßigt geführt wurden. Im Jahr 1777 lebten im Dorf 11 Hufner oder Anspänner, drei Halbhufner und drei Häusler.

### 19. Jahrhundert

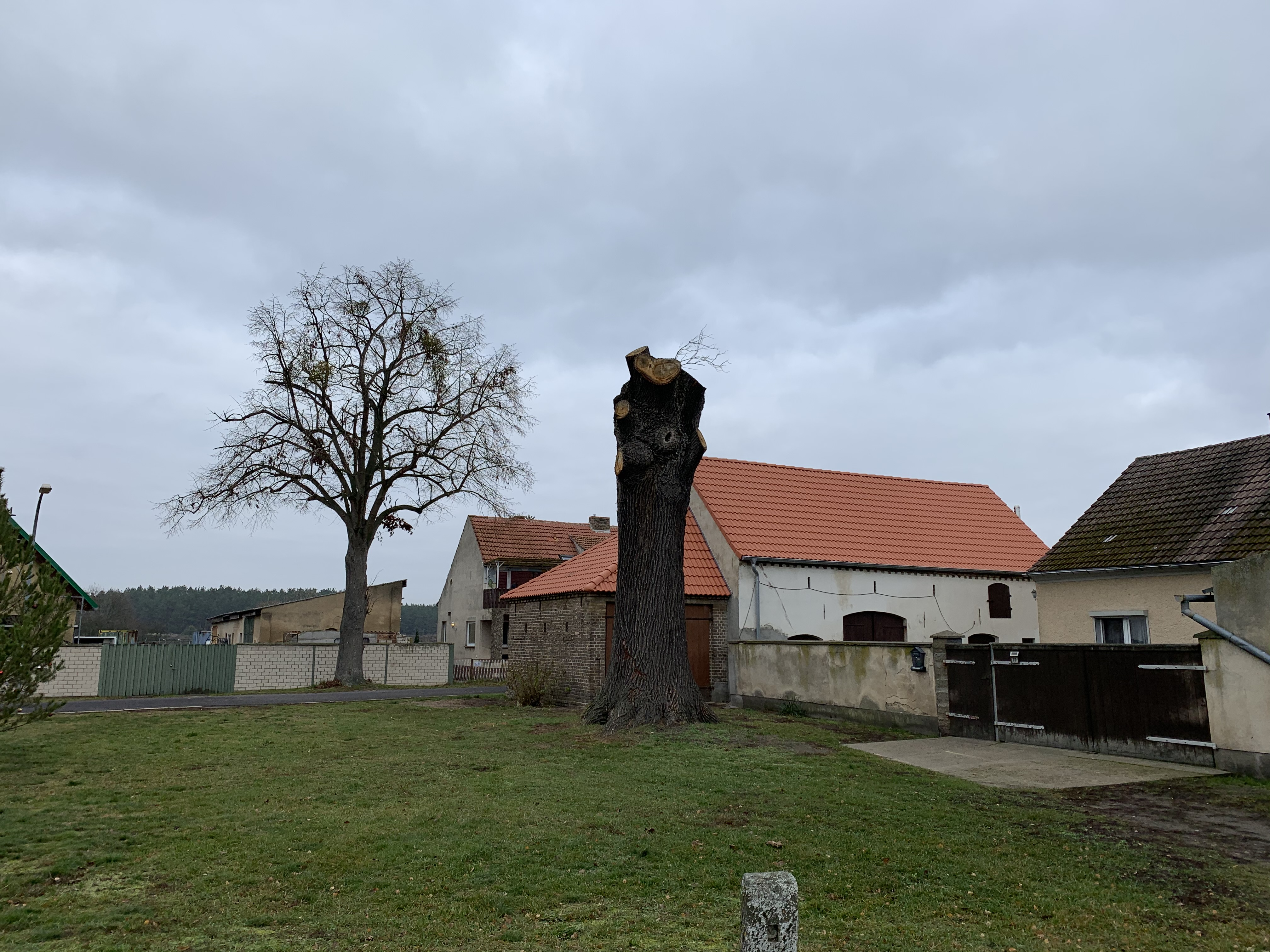
Dorfanger mit Resten der Friedenseiche

Um die Jahrhundertwende wurde Radeland als „Dorf mit Windmühle“ geführt. Ein weiteres Verzeichnis aus dem Jahr 1806 führte für Radeland erneut die bereits genannten 14 2⁄3 regulierten Hufen auf. 1807 wurde das Dorf durch einen Großbrand vollständig zerstört. Bis 1815 gehörte Radeland zum Königreich Sachsen, danach zu Preußen. In diesem Jahr erschien mit einem Schneider neben dem Müller ein weiteres Handwerk im Dorf. Im „Ortschafts-Verzeichniß des Regierungs-Bezirks Potsdam nach der neuesten Kreiseintheilung vom Jahre 1817“ sind für Radeland 139 Einwohner vermerkt. Eine eigene Kirche gab es nicht; die Kirchengemeinde war nach Baruth eingepfarrt. Kurze Zeit später gab es im Jahr 1824 in Radeland ein Schulhaus, ein Hirtenhaus sowie ein Pferdhirtenhaus. Es gab elf Bauern, drei Kossäten und elf Häusler; 1837 standen im Dorf 28 Wohnhäuser. Besitzer war zu dieser Zeit Friedrich Heinrich Ludwig zu Solms. Die Gerichtsbarkeit lag beim Gräflich Solmschen Justizamt in Baruth, während hingegen die „Criminal-Jurisdiction“ dem Land- und Stadtgericht in Luckenwalde übertragen war. Um 1840 gab es eine Windmühle in Radeland und auch von einer 1874 erbauten Ziegelei ist in der Chronik die Rede. Die Windmühle ist in der historischen Karte des Deutschen Reiches (1902–1948) noch eingezeichnet und befand sich zu dieser Zeit auf einer 57,6 m hohen Erhebung westlich des Ortes. Ein wenig detaillierte waren die Angaben aus dem Jahr 1858. Es gab vier öffentliche, 29 Wohn- und 56 Wirtschaftsgebäude, darunter eine Getreidemühle. Radeland war zu dieser Zeit 6720 Morgen (Mg) groß: 172 Mg Gehöfte, 115 Mg Acker, 586 Mg Wiese und 5847 Mg Wald. Zwei Jahre später erschien auch erstmals Das Dorf mit dem „Forsthaus der Baruther Forst“. Die Übersicht über „Die Gemeinden und Gutsbezirke des Preussischen Staates und ihre Bevölkerung“ verzeichnet für das Jahr 1873 in Radeland 33 Wohngebäude mit 44 Familien, darunter 126 männliche und 126 weibliche Bewohner. Als ältestes historisches Zeugnis ist der 1897 erbaute Glockenturm erhalten geblieben. Ein Einwohner berichtet in der rbb-Sendung Landschleicher, das zwar noch der Bau eines Kirchenschiffs geplant war, diese Pläne durch den Ersten Weltkrieg nicht mehr realisiert wurden.

### 20. Jahrhundert

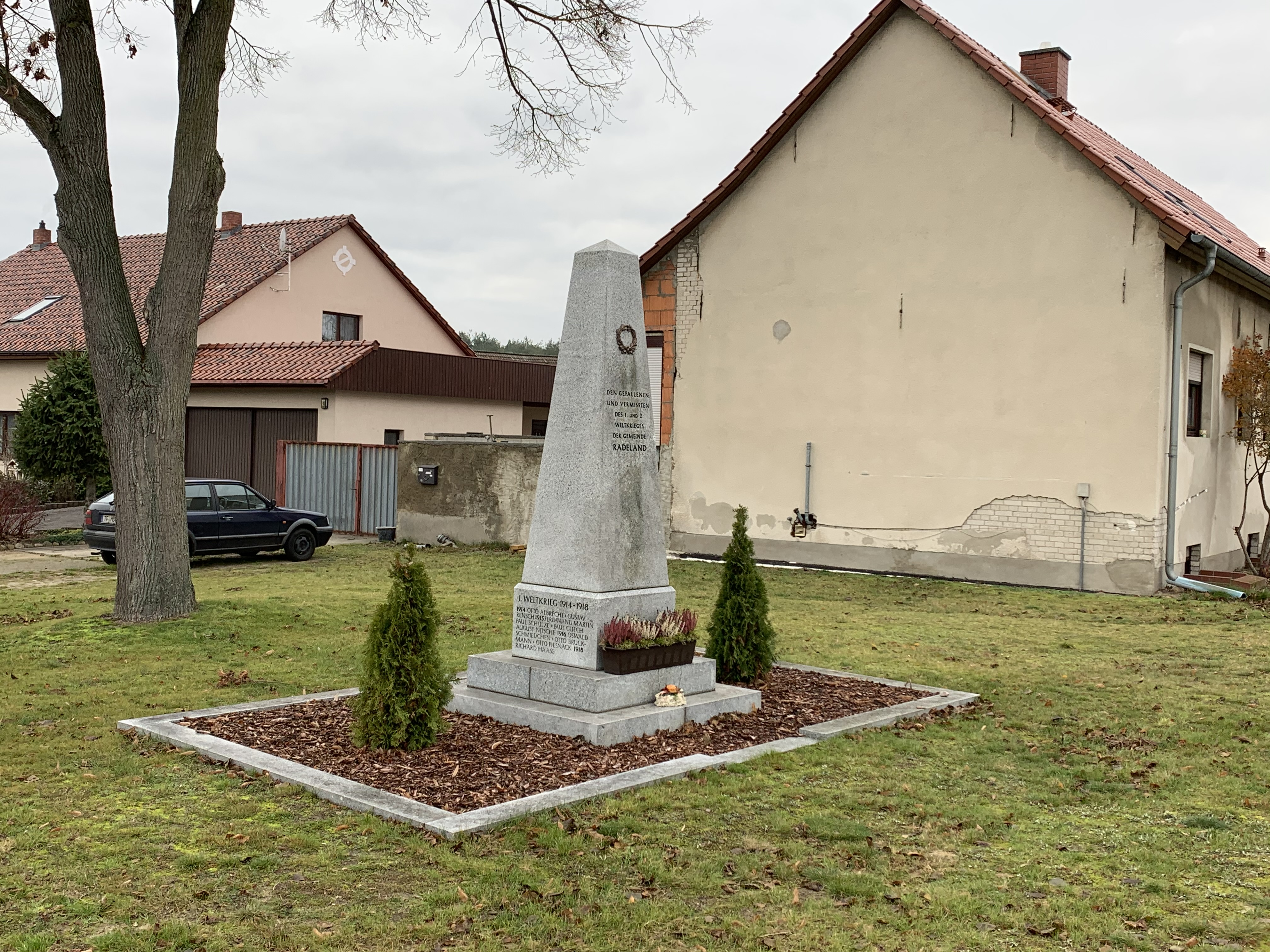
Weltkriegsdenkmal

Aus dem Viehstands- und Obstbaumlexikon ist bekannt, dass im Jahr 1900 im Dorf 37 Häuser standen. Es gab einen Auszügler und acht Gutsbesitzer, die je 121 Hektar, 120 Hektar, zweimal 110 Hektar, 108 Hektar, 106 Hektar, 101 Hektar und 85 Hektar bewirtschafteten. Der Gastwirt kam auf 5,5 Hektar, die zwei Kossäten auf 22 Hektar, 6 Hektar bzw. 2,75 Hektar. Ein als Restbauer geführter Landwirt bewirtschaftete 9 Hektar, der Stammgutsbesitzer 22 Hektar. Anfang des 20. Jahrhunderts zogen Berliner in die Region und erweiterten den Ort. Im Jahr 1929 wurden 1,8 Hektar vom Gutsbezirk Baruther Schloß eingemeindet; 1931 das Dorf in eine Landgemeinde umgewandelt. Das Gemeindelexikon aus dem Jahr 1932 führt für das Jahr 1931 im Dorf einen Bestand von 43 Wohnhäusern mit 56 Haushaltungen auf. Im Jahr 1939 gab es im Dorf vier land- und forstwirtschaftlichen Betriebe, die größer als 100 Hektar waren. Drei weitere Betriebe waren zwischen 20 und 100 Hektar groß, acht Betriebe zwischen 10 und 20 Hektar, weitere acht Betriebe zwischen 5 und 10 Hektar sowie 32 Betriebe zwischen 0,5 und 5 Hektar.
Gegen Ende des Zweiten Weltkrieges war Radeland im Zuge der Kämpfe um den Kessel von Halbe mehrfach Schauplatz zahlreicher Kämpfe. Überlebende berichten von bis zu 700 Toten, die am Ortseingang lagen. Nach dem Zweiten Weltkrieg wurden 482,2 Hektar enteignet: 39,9 Hektar Acker, 77,1 Hektar Wiese und Weide, 362,2 Hektar Wald sowie 5,4 Hektar Wege und Ödland. Diese Fläche wurde aufgeteilt. Sieben landlose Bauern und Landarbeiter erhielten 7,4 Hektar, 105,1 Hektar gingen an 29 landarme Bauern, 50 Hektar an vier Umsiedler, 1,2 Hektar an drei Kleinpächter, vier Hektar Waldzulage an einen Altbauern sowie 268 Hektar an das Land Brandenburg. Weitere 26,8 Hektar fielen an die Gemeinde, drei Hektar an die Vereinigung der gegenseitigen Bauernhilfe (VdgB) sowie 19,6 Hektar an den Bodenfonds. Im Jahr 1950 bestanden die Wohnplätze Ausbau und Siedlung, die im Jahr 1957 als Ausbau und Radeland-Siedlung geführt wurden.
Im Jahr 1959 gründete sich eine LPG vom Typ I. Sie bestand im Jahr 1960 aus 49 Mitgliedern, die 228 Hektar landwirtschaftlicher Nutzfläche bewirtschafteten und 1971 an die LPG Typ III Dornswalde angeschlossen wurde. Im Jahr 1969 bestand in Radeland eine Zwischengenossenschaftliche Einrichtung in der Landwirtschaft (ZGE) Jungrinderaufzucht Sitz Klasdorf, die aus Teilen der LPG Typ III Dornswalde, LPG Typ I Klasdorf, LPG Typ I Klein Ziescht und der LPG Typ I Radeland gebildet wurde. Diese bestand im Jahr 1982 fort, ebenso die LPG Typ III Dornswalde-Klasdorf, die mit der LPG Jungrinderaufzucht Dornswalde zusammengeschlossen wurde. Ein Jahr später gab es die LPG Jungrinderaufzucht Dornswalde Abteilung Radeland sowie die Revierförsterei. Im Jahr 1985 bestand Radeland aus der Gemeinde mit dem Ortsteil Waldsiedlung.
Am 31. Dezember 1997 wurde Radeland zusammen mit Groß Ziescht, Horstwalde und Mückendorf in die Stadt Baruth eingemeindet.

### Bevölkerungsentwicklung
| Jahr      | 1817 | 1837 | 1858 | 1871 | 1885 | 1895 | 1905 | 1925 | 1939 | 1946 | 1964 | 1971 | 1981 |
| Einwohner | 139  | 186  | 232  | 256  | 215  | 229  | 211  | 218  | 352  | 537  | 316  | 246  | 193  |

## Kultur und Sehenswürdigkeiten

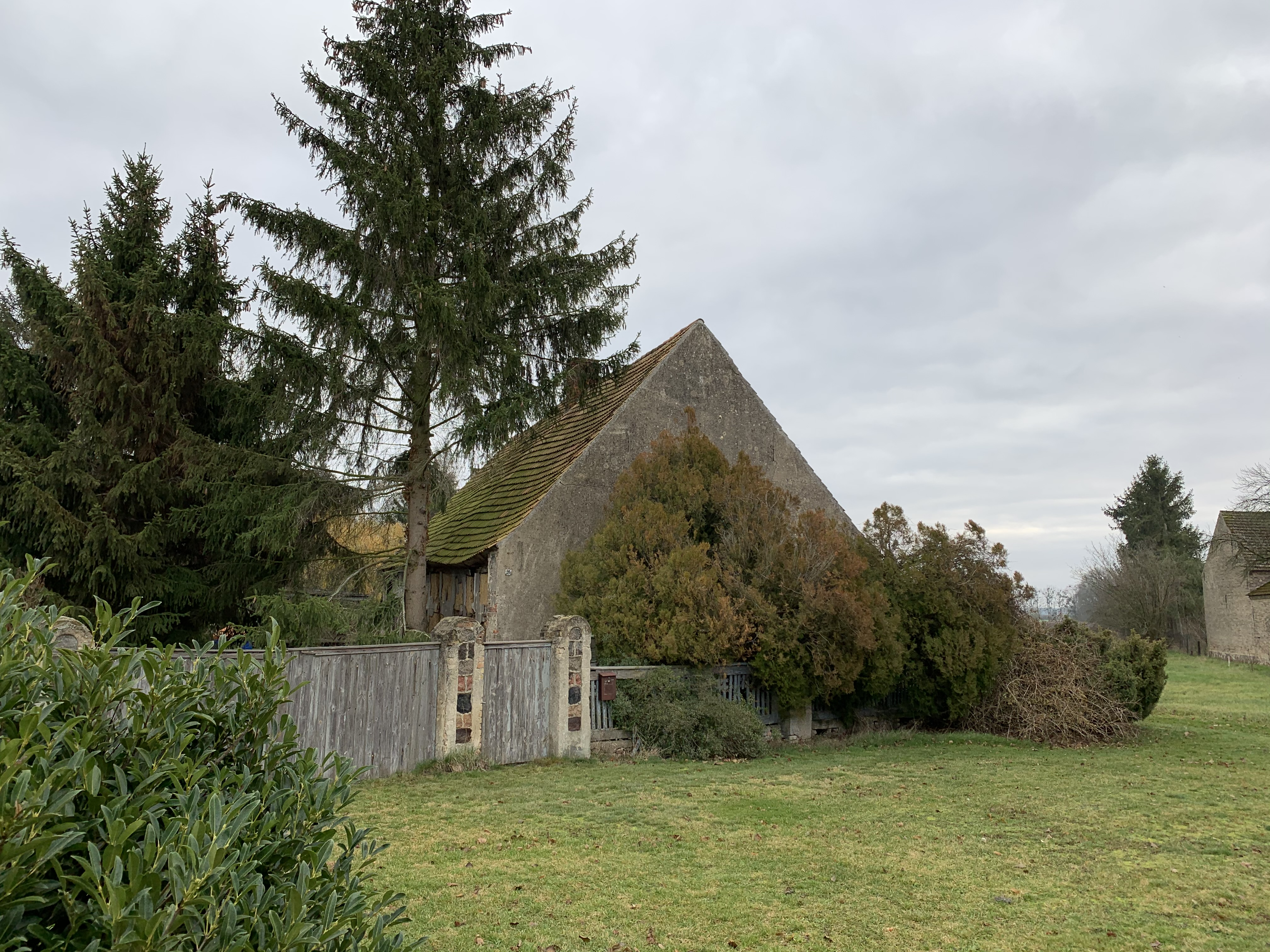
Wohnhaus in Radelander Straße 20

- Spritzenhaus der Freiwilligen Feuerwehr im ehemaligen Kirchturm
- Denkmal für die Gefallenen der Weltkriege
- Reste der Friedenseiche am Dorfanger, aufgestellt nach den Befreiungskriegen
- Das Wohngebäude in der Radelander Straße 20 steht unter Denkmalschutz.
- Die Dorfgemeinschaft feiert einmal jährlich ein Dorf- und Siedlerfest.